# Skövdepartiet
Skövdepartiet är ett lokalt politiskt parti i Skövde kommun. Partiet bildades i april 2022.
Torbjörn Bergman är partiets partiledare och även oppositionsråd i Skövde kommun.
Bland partiets företrädare finns flera tidigare politiker från Moderaterna. Men även Socialdemokraternas tidigare oppositionsråd i Skövde kommun Marie Ekman.